# Paratelmatobius yepiranga
Espèce
Paratelmatobius yepiranga est une espèce d'amphibiens de la famille des Leptodactylidae.

## Répartition
Cette espèce est endémique de l'État de São Paulo au Brésil. Elle se rencontre à 770 m d'altitude dans la Serra do Mar dans la municipalité de Bertioga.

## Publication originale
- Garcia, Berneck & Costa, 2009 : A New Species of Paratelmatobius (Amphibia, Anura, Leptodactylidae) from Atlantic Rain Forest of Southeastern Brazil. South American Journal of Herpetology, vol. 4, no 3, p. 217-224.